# Chiesa di Santa Chiara (Palermo)
La chiesa di Santa Chiara all'Albergaria è un edificio di culto situato nel centro storico di Palermo. Il complesso monumentale della chiesa, monastero e altre antiche istituzioni è ubicato in piazza Santa Chiara, nel mandamento Palazzo Reale o Albergaria a poca distanza dal mercato di Ballarò.

## Culto di Santa Chiara d'Assisi e di Santa Restituta
- Santa Chiara d'Assisi.
- Santa Restituta d'Africa:

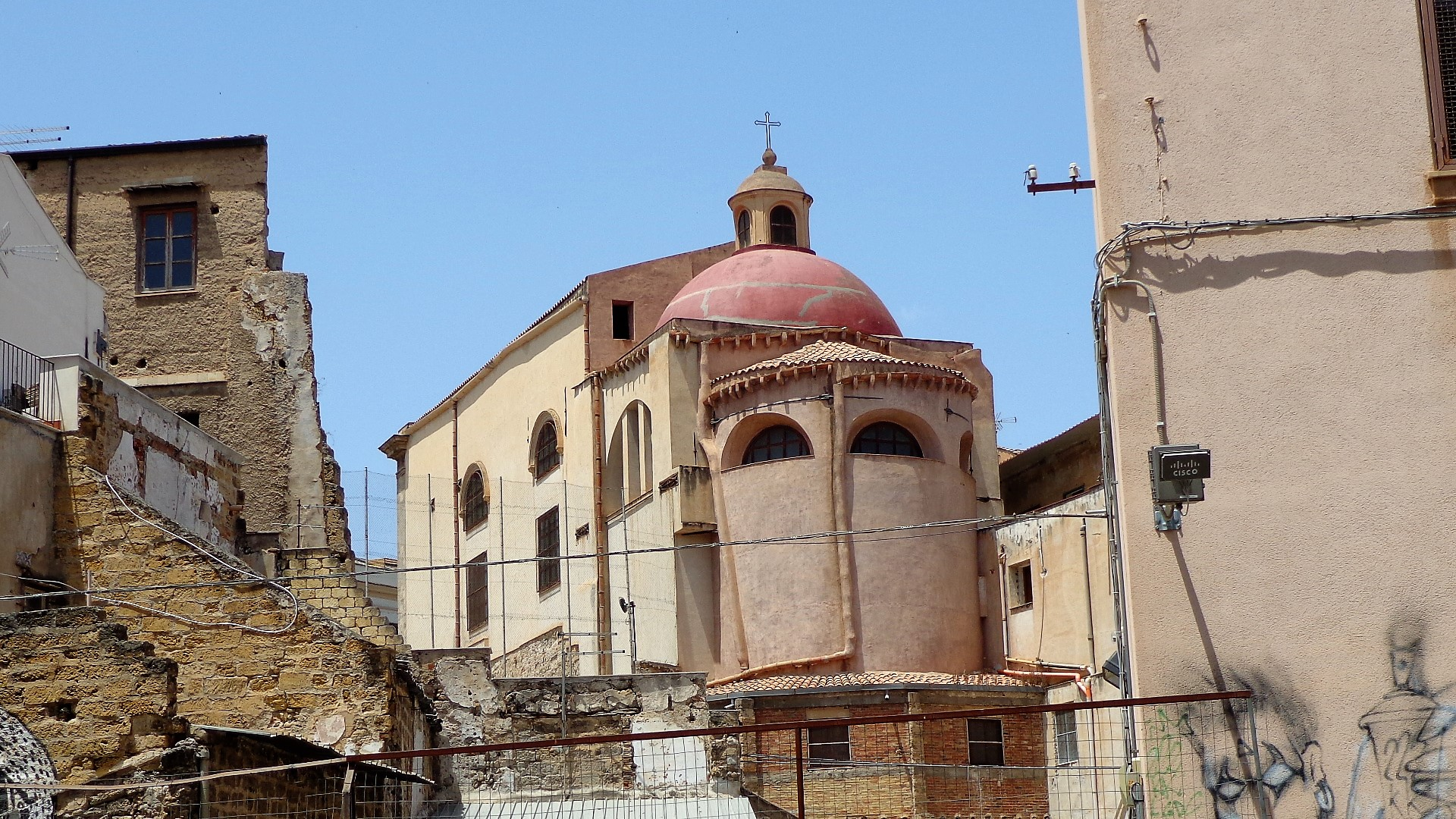
Veduta dall'aggregato gesuitico.

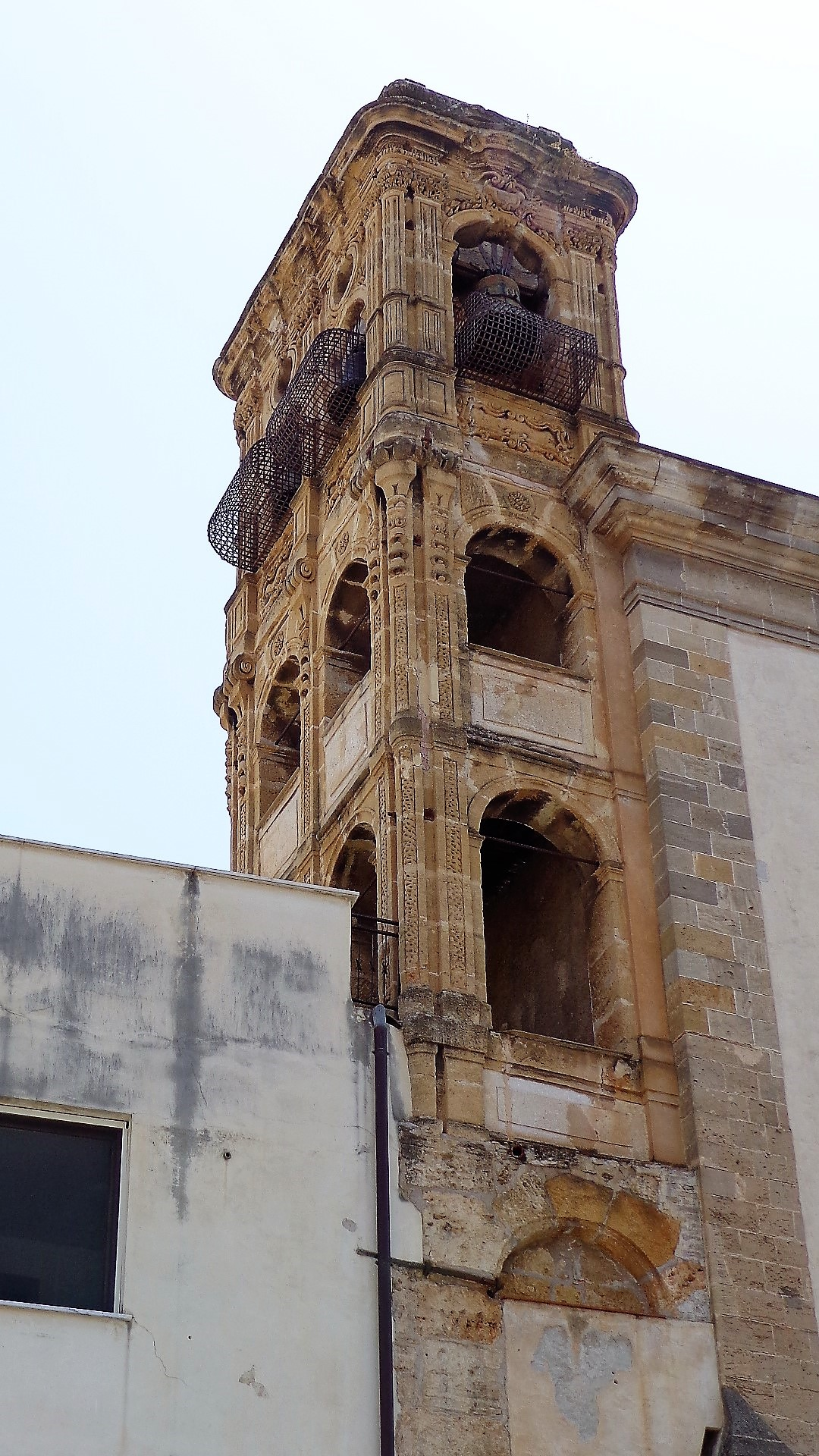
Campanile.

Fiorente devozione verso la martire berbera, la cui statua in marmo è oggi esposta nel Museo Diocesano. Nel 1557 lo scultore Giacomo Gagini porta a compimento la statua marmorea della santa commissionata al padre Antonello Gagini nel 1535 da collocare nella chiesa del monastero di Santa Chiara.
Una immagine della santa su fondo oro è raffigurata su una pala trecentesca custodita nella cattedrale di Palermo. Il 17 maggio 1332, in seguito alla miracolosa guarigione di Nicola Citarista, è portata in processione nel monastero di Santa Chiara ove resta in custodia fino al 1912. In seguito il quadro è restituito alla cattedrale ove si ammira collocato nella sacrestia dei Canonici.

## Storia
- VI secolo a.C. - II secolo a.C., Tutto il complesso sorge sui resti delle mura puniche visibili su «Rua Formaggi» e all'interno del monastero.
- 1344, Fondatore Matteo Sclafani conte di Sclafani e Adernò[7] regnante Ludovico d'Aragona.[8] In seguito il luogo di culto è donato alle suore clarisse dell'adiacente monastero.
- 1535 - 1557, Come espressione del rinascimento siciliano nella chiesa è documentata la statua marmorea di Santa Restituta d'Africa, opera commissionata ad Antonello Gagini e completata dal figlio Giacomo Gagini. Nel 1538 è documentata una custodia sacramentale", manufatto marmoreo con raffigurazioni di San Giovanni Battista e San Francesco d'Assisi e una lastra di marmo per altare, opere di Antonino Gagini.[9]
- 1678, Una serie di eventi sismici minano il patrimonio storico - artistico - architettonico della città di Palermo, pertanto dello stile originario del tempio rimane ben poco in quanto la chiesa subisce gravi danni e necessita di radicali restauri, condotti nello specifico, dall'architetto Paolo Amato. Il nuovo stile rifulge del barocco lussureggiante, con pareti riccamente adorne di stucchi settecenteschi, magnifici affreschi sulla cupola e sulla volta, il pregiato altare in marmo, progettato da Gaspare Serenari con intarsi policromi e pietre nobili.[10]
- 1726, Dopo il «terremoto di Terrasini» continuano i lavori di rinnovamento sotto la direzione di Nicolò Palma.
- 1808 1º novembre, Consacrazione presieduta dall'arcivescovo Raffaele Mormile.[4]
- 1943, I lustri a seguire sono caratterizzati da nuovi interventi ricostruttivi in seguito ai bombardamenti dell'ultima guerra mondiale. I lavori di recupero hanno privato il monumento di una serie di dettagli costruttivi e decorativi, riuscendo comunque a mantenere lo splendore delle forme primitive.

## Prospetto
La facciata presentava fino al 1943 un bellissimo portale barocco di Paolo Amato con colonne tortili e statua di Santa Chiara collocata nella nicchia sovrastante il timpano, una bomba rovinò l'intero prospetto compreso il coro interno. La ricostruzione nel dopoguerra comporta il riutilizzo del portale della chiesa della Madonna delle Grazie dei Macellai di «Piazzetta dei Caldomai» collocato in posizione leggermente più arretrata. Una lapide marmorea indicava il luogo ove sorgeva il palazzo di Matteo Termini, zio del patrocinatore Matteo Sclafani.
La facciata attuale è piuttosto semplice, sulla sinistra si innalza il pittoresco campanile barocco, unico elemento architettonico originario sopravvissuto ai bombardamenti dell'ultimo conflitto mondiale. Articolato su tre ordini con loggette, decori e intagli nella pietra. Dall'ultima loggia si gode un interessante panorama su una Palermo maestosa e magnifica.
Nella controfacciata sopra l'ingresso, tre arcate a tutto sesto e quattro colonne doriche in marmo rosso sostengono l'ampio coro illuminato da un grande oculo.

## Interno

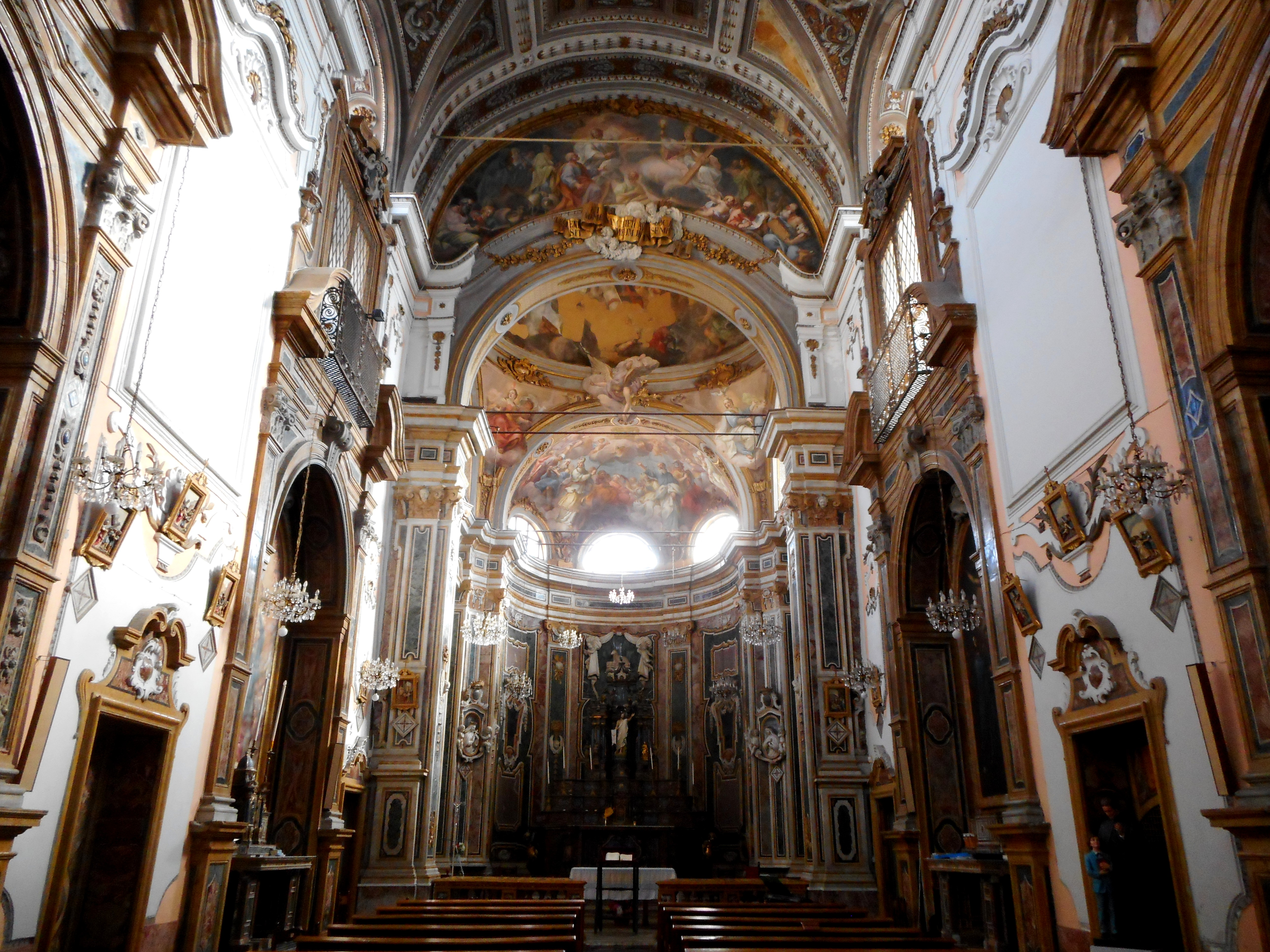
Interno.

L'interno è a unica navata, con cappelle laterali poco profonde e un ampio presbiterio. L'aula si sviluppa in lunghezza ed in altezza, slanciandosi nell'abside con una cupola ellittica.

### Parete destra
Lungo le pareti dell'aula si susseguono quattro cappelle poco profonde, incorniciate dalle modanature degli archi al di sopra dei quali sporgono alcune logge dorate dai frontoni ricurvi destinate alle clarisse, che in tal modo potevano assistere non viste, alle celebrazioni religiose. Altrettanto fastosi come l'altare maggiore, oggi assai deteriorate e mancanti di alcune decorazioni.
- Prima campata: Altare di Santa Chiara. Sull'altare si conserva un dipinto di Olivio Sozzi del 1735 raffigurante Santa Chiara e le Clarisse.[2] Il quadro è donato dalle monache del monastero di Valverde in segno di ringraziamento per l'ospitalità loro concessa dalle clarisse nel 1719, quando fuggirono per il pericolo della guerra, dal loro monastero troppo vicino alla fortezza di Castello a Mare.[4]
- Seconda campata: Altare del Santissimo Crocifisso. Sull'altare è presente una Crocifissione di Gaspare Serenari del 1748 raffigurante Gesù Crocifisso con Maria, San Giovanni e la Maria Maddalena.

### Parete sinistra
Negli altari di sinistra quadri moderni di devozione salesiana realizzati tra il 1954 e il 1956.
- Prima campata: Altare di San Giovanni Bosco. Altare con tela di autore moderno raffigurante San Giovanni Bosco fondatore dell'Ordine Salesiano.
- Seconda Campata: Altare di Maria Ausiliatrice. Altare con tela di autore moderno raffigurante la Santissima Regina Pacis.

Nel tempio è documentata la Pietà di Pietro Novelli oggi custodita al Museo Diocesano proveniente dalla vicina chiesa del Saladino, luogo di culto non più esistente. È presente un altare ligneo nella Cappella di Santa Chiara e un quadro raffigurante San Giuseppe.

### Presbiterio
L'affresco dell'arco trionfale è attribuito a Paolo Martorana, raffigura Cristo consegna le chiavi della chiesa a San Pietro, nello specifico la chiesa è rappresentata come donna con la tiara papale, la croce ed il calice. Gaspare Fumagalli realizza Il trionfo dell'Arca dell'Alleanza nel catino absidale 1749 circa. Antonio Grano è l'autore del Trionfo della Trinità realizzato nella cupola nel 1678. Dello stesso autore il Mosè guida il suo popolo nell'emisfero dell'abside. Nei pennacchi della cupola sono dipinti quattro figure allegoriche che simboleggiano la Carità, la Sapienza, la Fortezza e la Giustizia.
Affresco di autore incerto sulla lunetta dell'arco trionfale del presbiterio con la rappresentazione del Sapiente dibattito sul Sacramento dell'eucaristia.
Nella volta sono presenti monocromi e affreschi classicheggianti, semplici nei colori e nei soggetti rappresentati, essi si estendono sulla volta a botte in un susseguirsi di quadroni e vele. Al centro della volta Santa Chiara in adorazione dell'Ostensorio.

### Altare

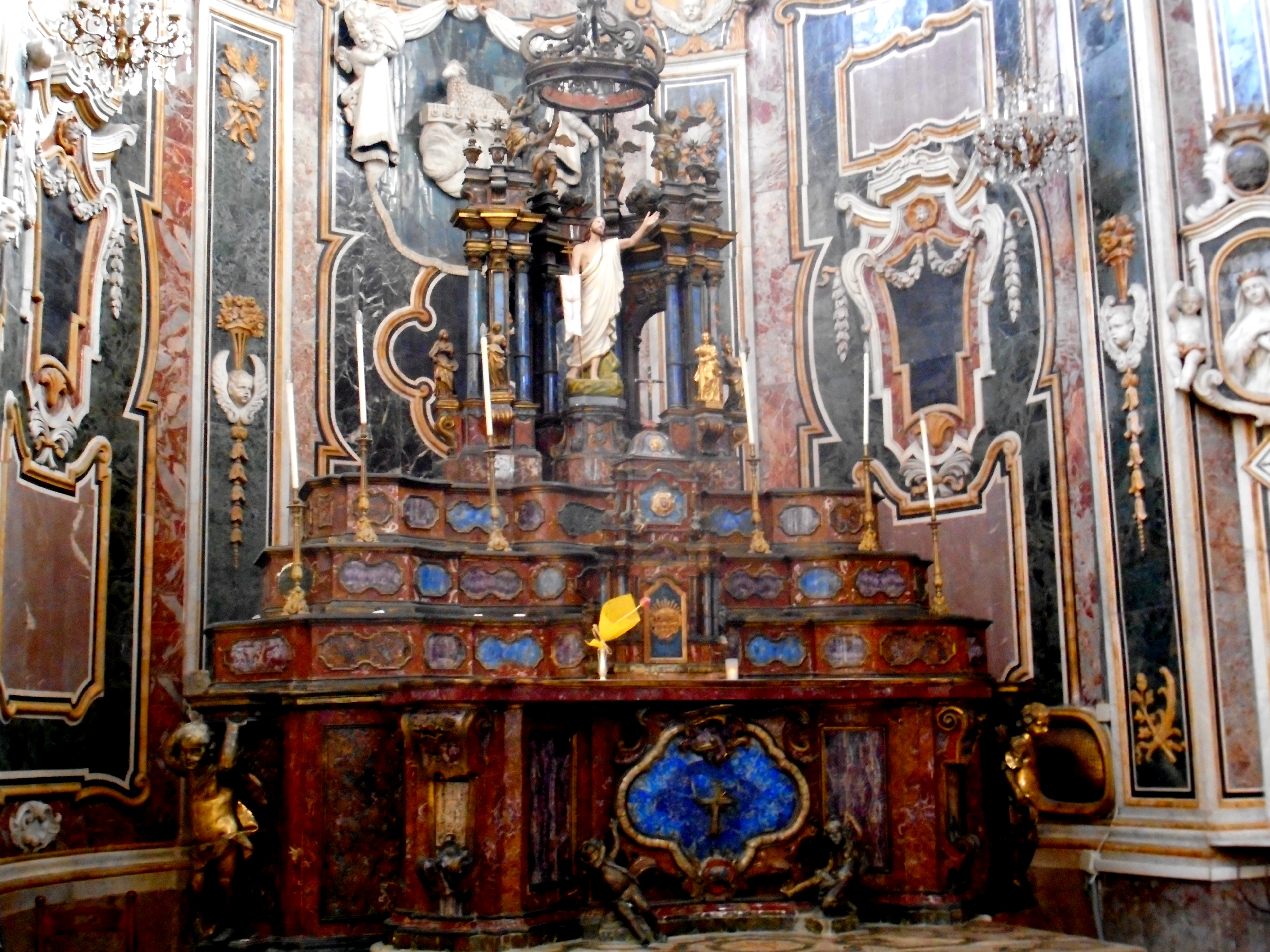
Altare maggiore.

Di straordinario pregio è l'altare maggiore interamente ricoperto di bronzi dorati, lapislazzuli, agate e ametiste e concluso da uno scenografico baldacchino. Sulle pareti del presbiterio si ammirano i quadri dipinti da Guglielmo Borremans: Il taglio delle trecce e i voti di Santa Chiara e la Svestizione di San Francesco del 1735.
Sotto le due tele si osservano i busti in marmo di Santa Rosalia e Santa Restituta. Lungo i pilastri che aprono la curva dell'abside sono collocati i busti di due sante francescane: Santa Margherita regina di Scozia a sinistra e Santa Elisabetta regina del Portogallo a destra.
Sul catino absidale stucchi settecenteschi con angioletti che reggono un drappo a baldacchino ad ornamento dell'Agnus Dei raffigurato giacente sul Libro Sacro chiuso dai sette sigilli, come descritto nell'Apocalisse.

## Opere documentate
- 1480, Vergine ritratta tra Santa Chiara d'Assisi e San Paolo, San Pietro e San Francesco d'Assisi, opera autografa "MCCCCLXXX. Thomas de Vigilia pinxit.", realizzata da Tommaso De Vigilia.[13][14]

## Monastero
Il monastero trecentesco è costruito in riva al fiume Kemonia grazie ad altissime mura che colmano il dislivello tra il piano della struttura e le sponde del «Rio del maltempo» notevolmente più basse.
- XIV secolo, Il monastero di Santa Chiara è retto dai religiosi dell'Ordine dei frati minori conventuali secondo la regola di Santa Chiara.[15]
- 1455 - 1458, Papa Callisto III lo riforma affidandolo ai religiosi francescani dell'Ordine dei frati minori osservanti.[15]
- 1619, Ampliamento del monastero. Grazie ad un lungo camminamento che passava sopra molte case anche le monache potevano affacciarsi sul Cassaro da una loggia.[16]
- 1919, La chiesa di Santa Chiara e l'ex monastero sono affidati alla comunità salesiana.
- 1943, L'ala meridionale del monastero distrutto dai bombardamenti non è stata più ricostruito, al suo posto oggi c'è un'area per attività sportive. È pervenuta solo l'ala settentrionale con il chiostro. Un portale cinquecentesco oggi murato, collegava i vari complessi all'attiguo monastero.
- XXI secolo, Sotto il pavimento del teatro del Centro Santa Chiara, recenti lavori di ristrutturazione e opportuni scavi archeologici, hanno riportato alla luce un tratto delle antiche mura puniche del V secolo a.C. e altre strutture difensive.

Oggi le strutture salesiane assistono gli extracomunitari del quartiere e le diverse culture insediate a Palermo.

## Eremo
- 1724, È fondato un eremo presso il monastero per consentire il ritiro delle religiose che attendono a una vita più perfetta e devota. Pertanto è acquistata la chiesa di Sant'Anna dei Calzettai in «Rua dei Formaggi», la quale a sua volta è concessa dopo alcuni decenni, alla Confraternita dell'Addolorata della Soledad. Oggi questa piccola chiesa abbandonata è utilizzata per fini commerciali.[16]

## Conservatorio
- 1619, Ludovico Saladino dispone l'ampliamento del complesso con la fondazione di un conservatorio per l'educazione di ragazze nobili. Tale struttura era collegata al monastero da un passaggio e prendeva il nome dal suo fondatore (chiesa del Saladino).[11]